# 肉刺短吻獅子魚
肉刺短吻獅子鱼，为輻鰭魚綱鮋形目杜父魚亞目狮子鱼科的其中一個種。分布於南冰洋的南喬治亞島海域，屬於深海魚類，棲息在水深769至1400公尺的水域，生活習性不明。